# Castrovillari
Castrovillari (lateinisch Castrum Villarum) ist eine italienische Stadt in der Provinz Cosenza 
und gehört zur Region Kalabrien mit 20.673 Einwohnern (Stand 31. Dezember 2023). 

## Lage und Daten
Die Gemeinde erstreckt sich auf einer Fläche von 130 km². Castrovillari liegt am östlichen Rand des Pollino-Nationalparks, genau zwischen Tyrrhenischem Meer im Westen und Ionischem Meer im Osten.
Die Nachbargemeinden sind: Altomonte, Cassano all’Ionio, Cerchiara di Calabria, Chiaromonte (PZ), Civita, Frascineto, Morano Calabro, San Basile, San Lorenzo Bellizzi, San Lorenzo del Vallo, Saracena, Spezzano Albanese und Terranova di Pollino (PZ).

## Geschichte
Paläolithische und neolithische Funde weisen auf eine lebhafte steinzeitliche Besiedlungsgeschichte der Region hin. Das Gebiet Castrovillaris stand nach 720 v. Chr. unter dem Einfluss der griechischen Kolonie Sybaris. Seit dem Ende des Zweiten Punischen Krieges gehörte Unteritalien endgültig zum Römischen Reich. Der Name Castrum Villarum entstand vermutlich während der Byzantinischen Herrschaft und deutet auf einen befestigten Ort hin, der ab dem 6. Jahrhundert als Fluchtburg der ländlichen Bevölkerung vor den Ostgoten und anderen „Barbaren“ diente.

## Sehenswürdigkeiten

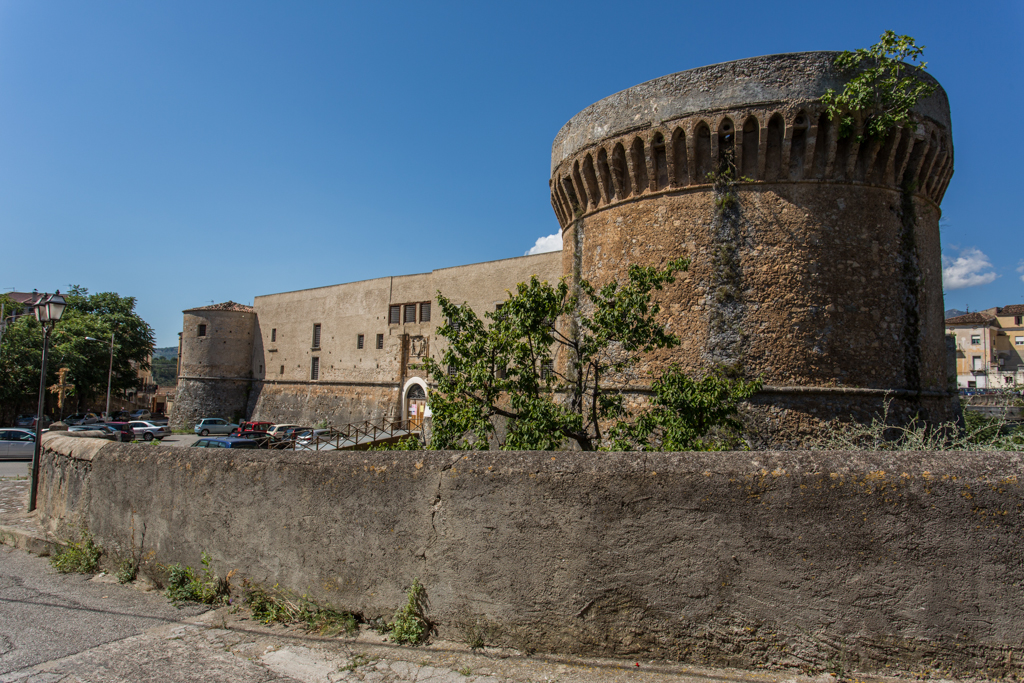
Castello Aragonese

- Castello Aragonese, eine Festung in der Stadtmitte, um 1490 auf Anordnung Ferdinand I. erbaut
- Chiesa di Santa Maria del Castello, Kirche aus dem 11. Jahrhundert
- Chiesa della Santissima Trinità, Kirche aus dem 18. Jahrhundert
- Chiesa di San Giuliano, Kirche aus dem 14. Jahrhundert
- Protoconvento Francescano, Franziskaner-Abtei aus dem 13. Jahrhundert
- Ponte di San Giuseppe oder auch Ponte della Catena (dt. Kettenbrücke), verbindet die beiden Stadthälften miteinander
- Museo Archeologico di Castrovillari (dt. Archäologisches Museum Castrovillari), gegründet 1957, befindet sich im Protoconvento Francescano

## Verkehr
Der Ort hatte einen Bahnhof an der Bahnstrecke Lagonegro–Spezzano Albanese. Die Stadt ist über zwei Ausfahrten an die Autostrada A2 (Italien) angebunden.